# 後藤巧
後藤 巧（ごとう たくみ、1995年 - ）は日本の写真家。

## 経歴
愛知県岡崎市出身。立命館大学産業社会学部卒業。2019年、写真家・青山裕企から独立。2018年、屋久島国際写真祭にて優秀賞。
ヌード作品を国内外の美術館・ギャラリーにて発表している。
主な作品シリーズに、東京屋外でSNSで公募した女性たちのヌードを撮影した『都市,nude』や、樹海で自由に動き回るヌードを撮影した『聖域,nude』など。
広告写真、アイドル写真、旬な人物を撮影する取材写真などの撮影も多い。

## 主な賞
2018年
屋久島国際写真祭 優秀賞 
2016年
芦屋写真展 入選 

## 主な展示
2021年
「慕情（一）」ユカイハンズギャラリー
2020年
「聖域,nude」 ユカイハンズギャラリー
2019年 
グループ展「YPF EXHIBITION 2019 at GALERIE MONSTRE ARLES」   GALERIE MONSTRE ARLES（フランス）
ユカイハンズ二人展「nude」 ユカイハンズギャラリー
2018年 
屋久島国際写真祭 屋久島文化交流センター
2017年
「NAGA WEAVER 」元京都市立淳風小学校　 
2016年 
「貴子」京都精華大学cafe&gallary REATA 
「芦屋写真展2016」兵庫県立美術館 

## 雑誌・web
- 「カメラマン最前線[4]」（月刊カメラマン）
- 「東京素人」（週刊アサヒ芸能）
- 「今週の顔」（週刊SPA!）
- 「俺の夜」（週刊SPA!）
- 「アイドルと、スポーツと、青春と。[5]」（太田出版）